# Leforest
Leforest település Franciaországban, Pas-de-Calais megyében. Lakosainak száma 7120 fő (2022. január 1.). Leforest Thumeries, Auby, Moncheaux, Ostricourt, Raimbeaucourt, Courcelles-lès-Lens és Évin-Malmaison községekkel határos.

## Népesség
A település népességének változása:
| Lakosok száma | 6958 | 7056 | 7156 | 7167 | 7232 | 7248 | 7236 | 7179 | 7120 |
|               | 2013 | 2015 | 2016 | 2017 | 2018 | 2019 | 2020 | 2021 | 2022 |